# Paliurus spina-christi
Kristitörne (Paliurus spina-christi), även känd som Kristi törnekrona  är en brakvedsväxtart som beskrevs av Philip Miller. Kristi törne ingår i släktet Paliurus och familjen brakvedsväxter. Inga underarter finns listade i Catalogue of Life.

## Historia
Historiskt har växten även benämnts på 1600-talet som miölbär trää ("mjölbärsträd"), och vägtörne på 1700-talet.

## Bildgalleri

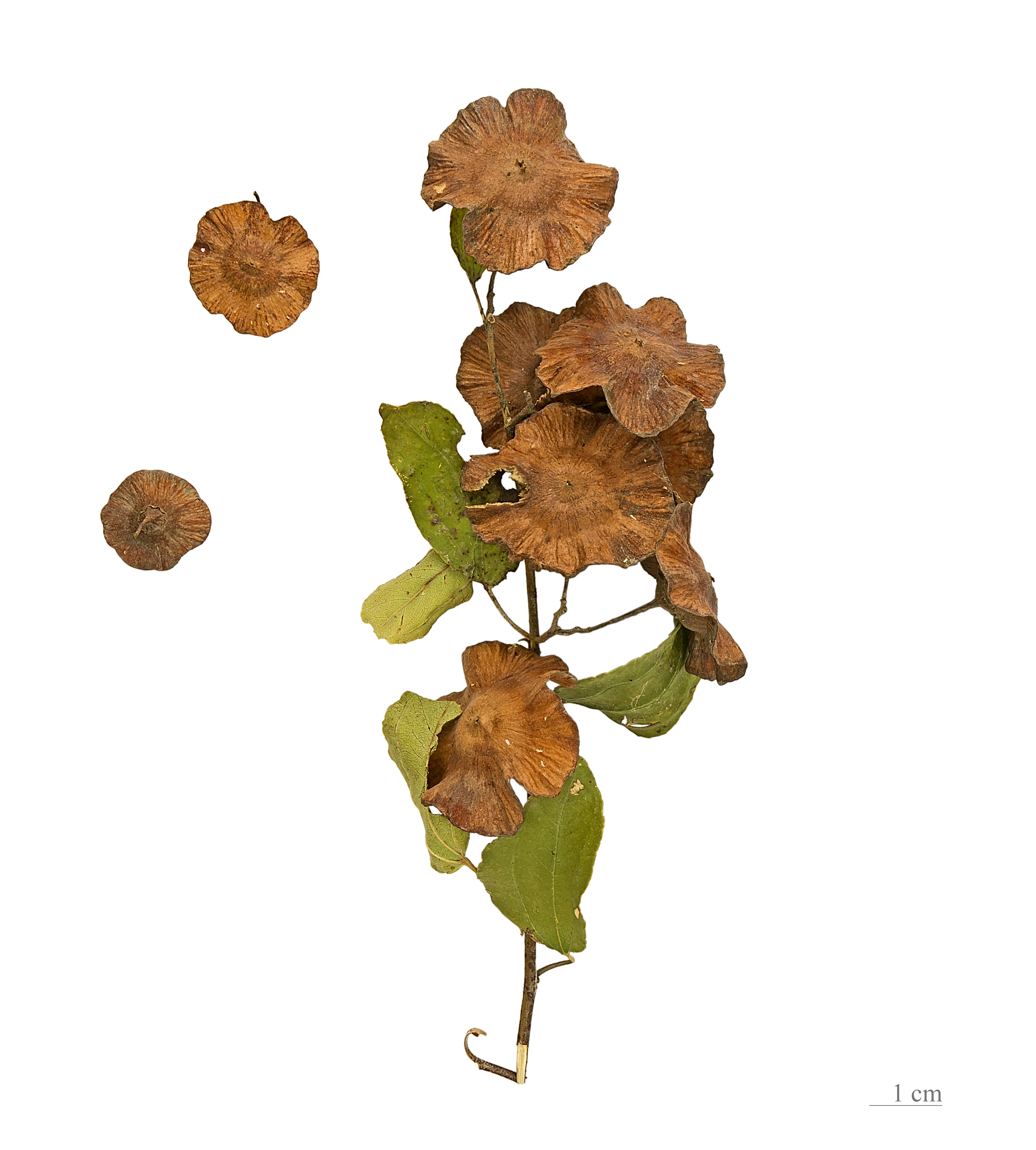
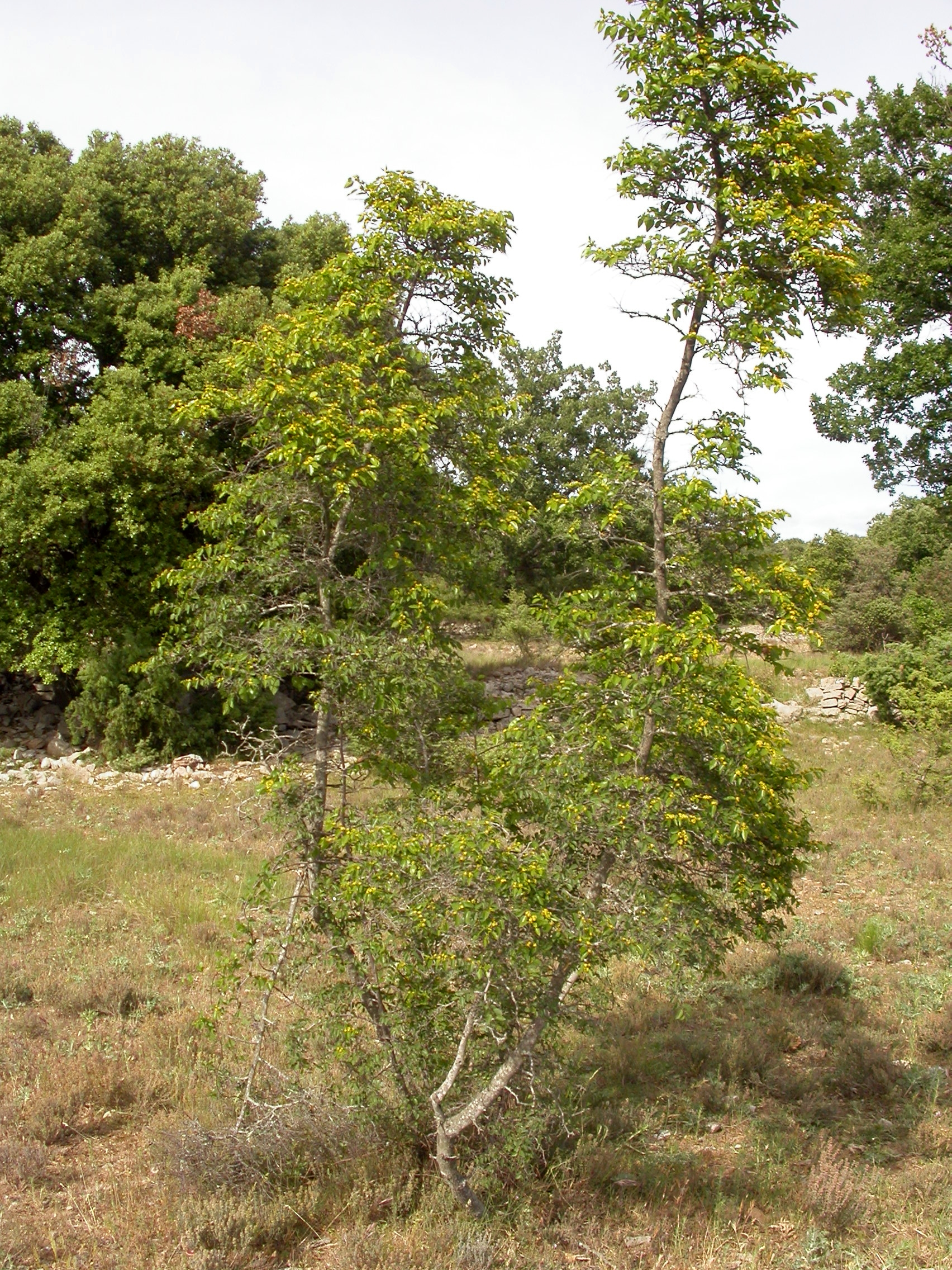
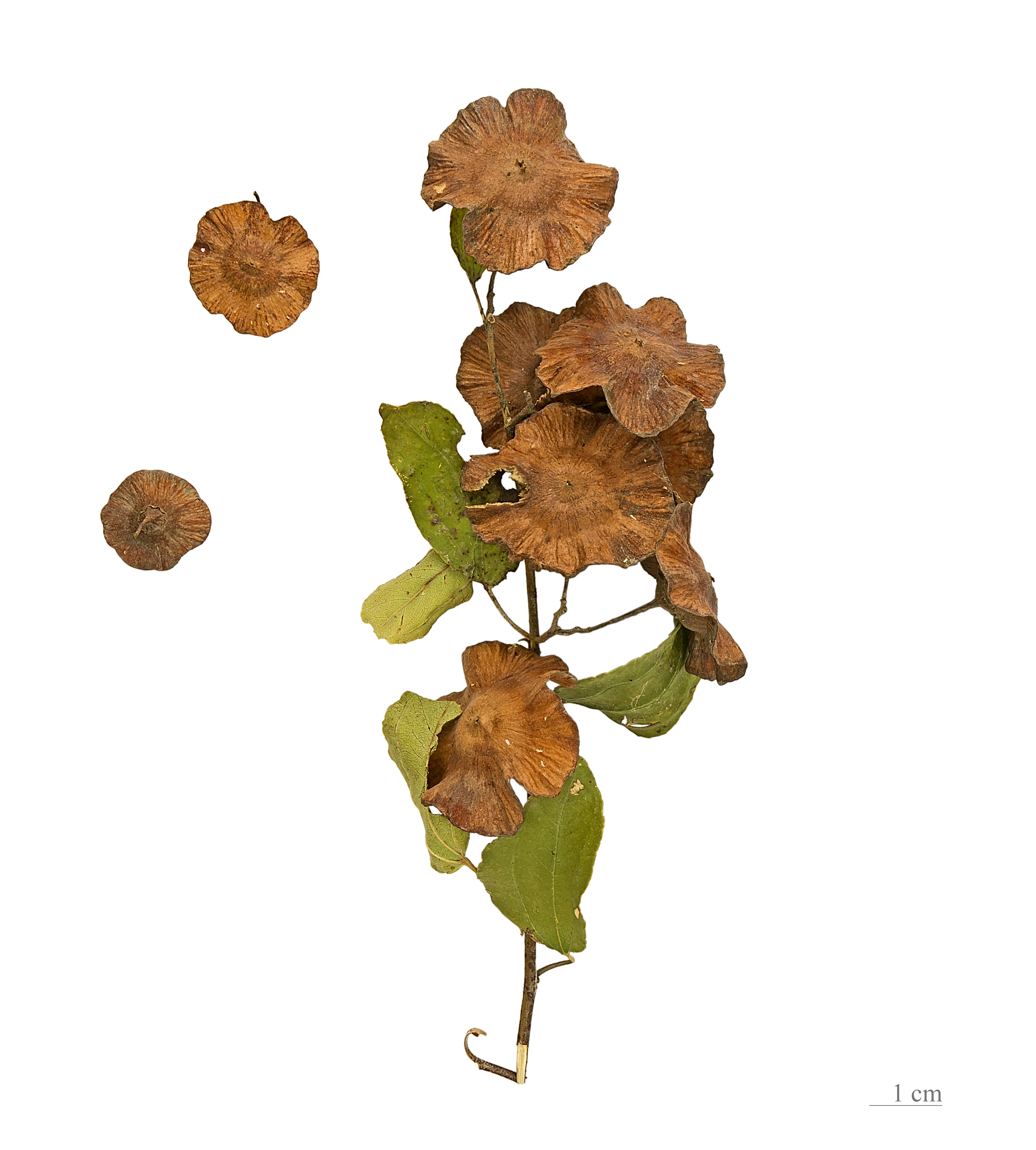
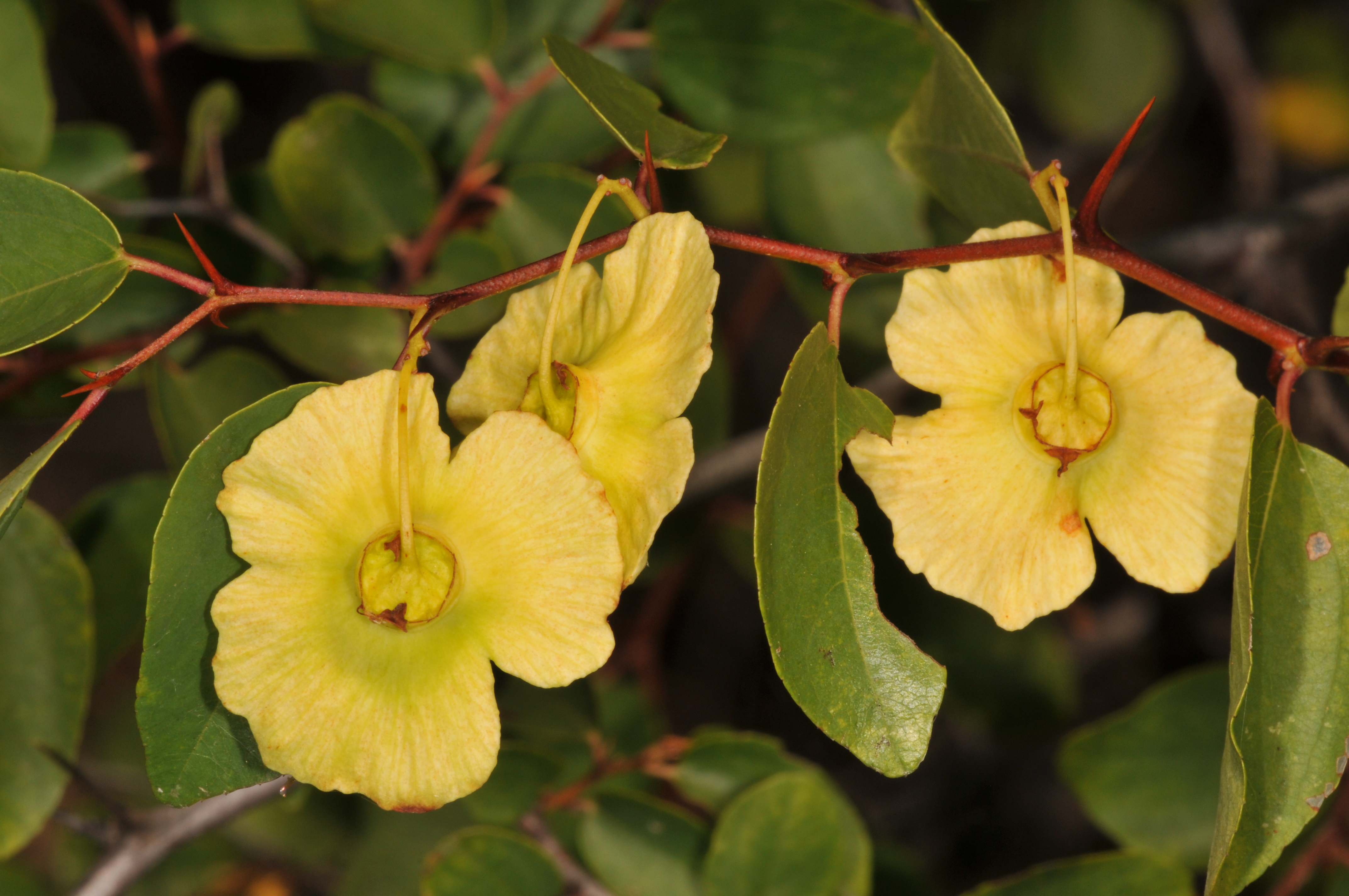
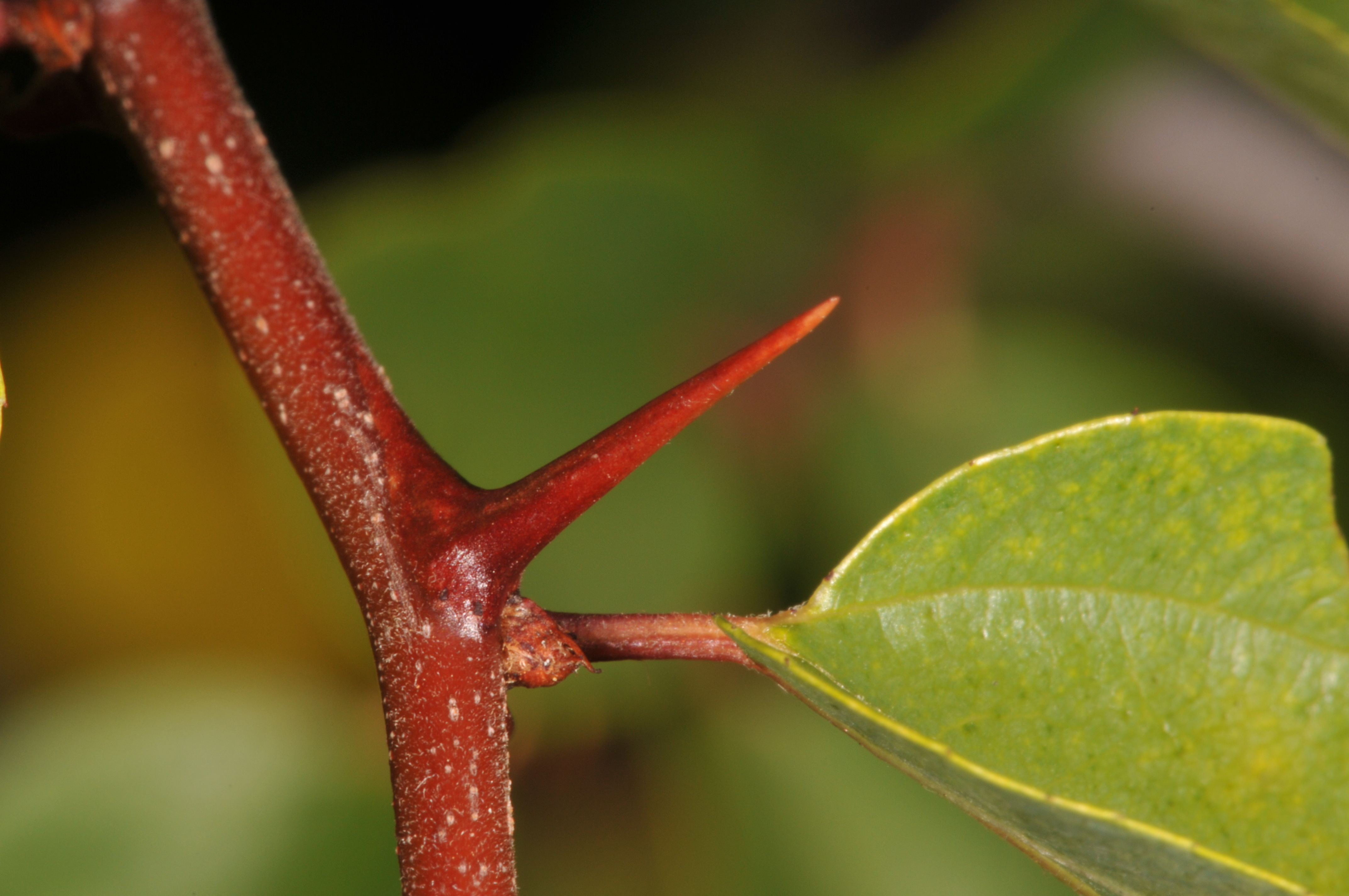
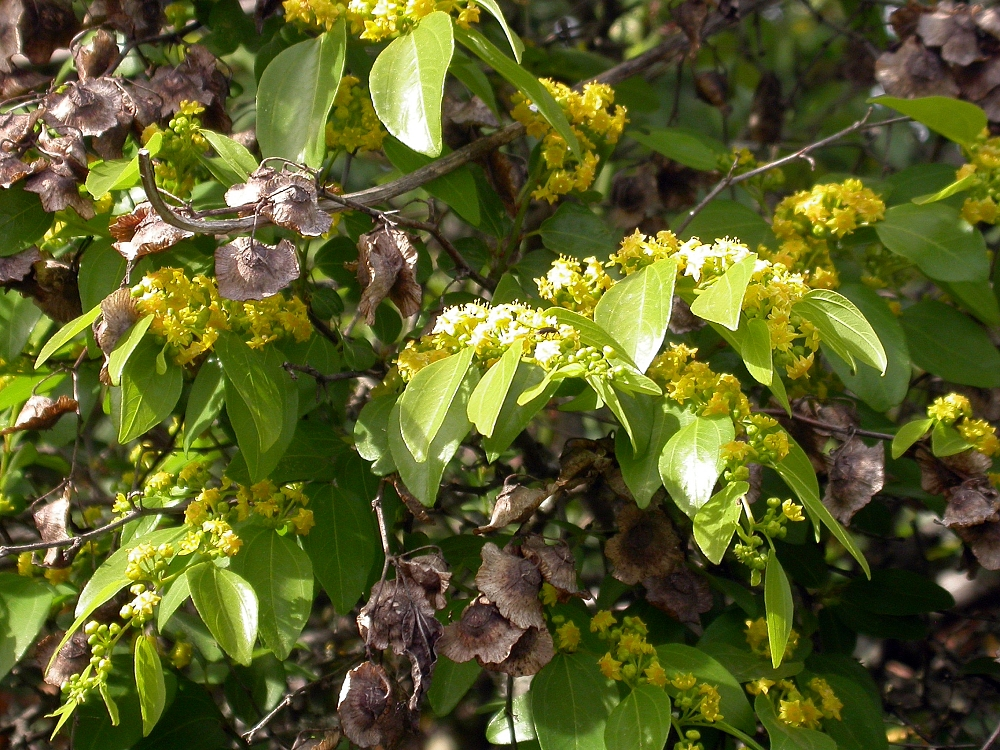